# Kjøpmannsgata (Trondheim)
Kjøpmannsgata er en gade i Trondheim, Norge, der ligger mellem midtbyen og Trondheim Brygge, der ligger langs Nidelven. Den blev anlagt efter den store bybrand i 1681. Her erstattede den den middelalderlige hovedgade Kaupmannastræte, som havde overlevet i form af smalle Krambodgaden, og som forsat eksisterer i mindre sektioner. Johan Caspar de Cicignons byplan fra 1681 var Kjøpmannsgata en af tre 50 alen brede hovedakser i byen. I 1700- og 1800-tallet gik den også under navnet Søgaden, men det var aldrig et officielt navn. Den er blevet beskrevet i Nini Roll Ankers roman Huset i Søgaten.
Gaden ligger i to plan, adskilt af en bred, skrånende midterrabat. I midterabatten blev der plantet træer som også skulle tjene som gnistfang. Dette blev gjort for at forhindre at de økonomisk vigtige brygge-bygninger i at brænde, hvis der igen skulle opstå en brand i byen. Dette har ved flere lejligheder virket efter hensigten, i både 1708 og 1841. Bygninger er alligevel blevet hærget af brande flere gange. Ved inførsel af murtvang i 1845 blev bryggens bygninger undtaget.
Mellem Kjøpmannsgata og elven finde byens ældste havneområde bestående af en række havnbygninger og -boder. De er opført med gavlen mod elven, og på begge gavle findes krananordninger, så varer kan hejses op til lagerrum fra både elv- og gadesiden.
Frem til bryggen nord for byen langs Fjordgata blev opført på 1700-tallet var bryggen byens eneste havn langs Nidelven.
I 1930'erne fremlagde byarkitekten Sverre Pedersen et forslag om at sanere bryggen i Kjøpmannsgata. Et af forslagene var at erstatte det med funktionalistiske bygninger.